# Barracas (Spanyolország)
Barracas egy község Spanyolországban, Castellón tartományban. Barracas Pina de Montalgrao, Torás, El Toro és Viver községekkel határos. Lakosainak száma 195 fő (2024).

## Népesség
A település népessége az elmúlt években az alábbi módon változott:
| Lakosok száma | 164  | 183  | 192  | 184  | 198  | 194  | 179  | 162  | 185  | 195  |
|               | 2001 | 2004 | 2006 | 2009 | 2011 | 2014 | 2016 | 2019 | 2021 | 2024 |